# Blase Joseph Cupich
Blase Joseph Cupich (Omaha, 19 maart 1949) is een Amerikaans geestelijke en een kardinaal van de Rooms-Katholieke Kerk.
Cupich werd op 16 augustus 1975 tot priester gewijd. Op 7 juli 1998 werd hij benoemd tot bisschop van Rapid City. Zijn bisschopswijding vond plaats op 21 september 1998. Op 3 september 2010 werd Cupich benoemd tot bisschop van Spokane. Zijn benoeming tot aartsbisschop van Chicago volgde op 20 september 2014.
Cupich werd tijdens het consistorie van 19 november 2016 kardinaal gecreëerd. Hij kreeg de rang van kardinaal-priester. Zijn titelkerk werd de San Bartolomeo all'Isola.
- Système universitaire de documentation: 229304419
- Virtual International Authority File: 370153409793441581799